# Торфові родовища Вінницької області
Торфові родовища Вінницької області
На території Вінницької області відомо понад 100 родовищ торфу. Найбільші його ресурси зосереджені в північно-західній частині області, особливо на території Літинського та Хмільницького районів. Відсутні родовища тільки в південних районах; Мурованокуриловецькому, Могилів-Подільському, Ямпільському, Томашпільському, Крижопільському, Теплицькому та Піщанському.
Розвідані й числяться на державному балансі 47 родовищ і окремих ділянок із сумарними запасами торфу понад 9,5 млн тонн. Найбільші серед них — Згарське і Войтовське в Літинському, Жмеринському та Хмельніцькому районах. На Багриновській ділянці Згарського родовища ще донедавна видобувалося 15—20 тис. тонн торфу на рік, який використовувався для виготовлення торфобрикетів.